# الديسة (رخية)

'

تعديل مصدري - تعديل

الديسة هي إحدى قرى عزلة رخية بمديرية رخية التابعة لمحافظة حضرموت، بلغ تعداد سكانها 2 نسمة حسب تعداد اليمن لعام 2004.